# The Show Must Go On (utwór Pink Floyd)
The Show Must Go On – utwór muzyczny brytyjskiego zespołu rockowego Pink Floyd. Pochodzi z wydanej w 1979 roku rock opery/albumu koncepcyjnego The Wall, i – jak większość utworów z tej płyty – napisany został przez ówczesnego lidera grupy, Rogera Watersa.

## Kompozycja
W zamierzeniu autora brzmienie tła muzycznego miało być podobne do osiąganego przez zespół Beach Boys – aby to osiągnąć przy produkcji zaangażowano Bruce'a Johnstona. Utwór jest także często mylony z piosenką grupy Queen – nie tylko ze względu na identyczny tytuł, ale też specyficzne wykonanie, opierające się na harmonizujących ze sobą wokalach. Utwór Pink Floyd jest jednak chronologicznie wcześniejszy; zespół Freddiego Mercury'ego wyda swoją piosenkę dopiero w 1991.
"The Show Must Go On" nie pojawia się ani na filmie Alana Parkera ani na późniejszym koncercie The Wall Live in Berlin, wystawianym przez Watersa na placu Poczdamskim.
Rozszerzona o dodatkowe intro wersja piosenki pojawiła się za to na koncertach promujących The Wall oraz dokumentującej je płycie Is There Anybody Out There? The Wall Live 1980-81.

## Fabuła
W warstwie tekstowej utwór stanowi pełen goryczy komentarz głównego bohatera płyty – gwiazdora rockowego imieniem Pink – na temat bezdusznych mechanizmów i kontroli, jaką nad jego zrujnowanym już doszczętnie życiem sprawuje przemysł fonograficzny. Biznes dba tylko o własne interesy, a artyści są dla wielkich wytwórni płytowych wartością o tyle, o ile robią co do nich należy i stanowią źródło należytego zysku. Ich przedstawiciele są nawet w stanie wyciągnąć półżywego muzyka z pokoju hotelowego i nafaszerować prochami ("Comfortably Numb"), po czym brutalnie wypchnąć go na estradę, aby zagrał zaplanowany na ten dzień koncert ("The Show Must Go On"). Tematyka piosenki jest więc podobna do wymowy płyty Wish You Were Here – obie zainspirowane zostały mechanizmami świata dobrze znanego muzykom rockowym, a w szczególności historią byłego członka zespołu, Syda Barretta (którego zdrowie psychiczne nie wytrzymało napięcia związanego z takim trybem życia). Autor wyżej wspomnianych utworów, Roger Waters, był jedną z osób, które swego czasu wyciągały półprzytomnego lidera siłą na scenę, aby grał podczas szczególnie ważnych dla kariery Pink Floyd koncertów.
Według innej interpretacji tytułowe przedstawienie, które musi trwać bez względu na wszystko, może też być rozumiane jako życie, o które wciąż próbuje walczyć Pink. Zdaje sobie sprawę, do czego może go doprowadzić ciągłe pogrążanie się w marazmie absolutnej izolacji – więc ostatkiem sił, wspomagany psychotropami, porywa się na jeszcze jedną próbę wyrwania się z zaklętego kręgu otaczającego go muru; nie jest już jednak w stanie wykrzesać z siebie żadnych emocji poza nienawiścią i pogardą. Rozpoczyna się nazistowska fantasmagoria, opisywana kolejnymi trzema utworami ("In the Flesh", "Run Like Hell", "Waiting for the Worms"). Jest to ciekawa próba artystycznego pokazania, skąd tak naprawdę mogą się brać "robaki lęgnące się w umyśle" – ich źródłem jest według Rogera Watersa izolacja i wyobcowanie, brak związków emocjonalnych z otoczeniem.

## Wykonawcy
- David Gilmour – wokale, gitary
- Nick Mason – perkusja
- Rick Wright – syntezator
- Bob Ezrin – syntezator, instrumenty klawiszowe
- Joe Chemay, Stan Farber, Jim Haas, Bruce Johnston, John Joyce, Toni Tennille – chórki